# Châteauroux Classic de l'Indre
La Châteauroux Classic de l'Indre est une course cycliste française créée en 2004 et qui se déroule tous les ans fin août sur une journée dans le département de l'Indre et pour finir sur un circuit à Châteauroux où l'arrivée se situe sur l'avenue de La Châtre vers le stade Gaston-Petit. Elle est organisée par l'Amicale de la Petite Reine Fenioux.
Cette course est classée en catégorie 1.1 dans le calendrier de l'UCI Europe Tour, depuis 2005. Elle est également inscrite comme épreuve comptant pour la Coupe de France de cyclisme.
Christian Fenioux, PDG des laboratoires Fenioux, était le Président d'honneur de La Châteauroux Classic de l'Indre. Jean-Luc Pernet était le fondateur et l’organisateur de cette épreuve.
Son édition 2015 est annulée : le président du comité d'organisation Jean-Luc Pernet déclare « Une grande fatigue, surtout morale, beaucoup de lassitude, ainsi que les conflits avec certains, les batailles perpétuelles avec d'autres, et les tracasseries de plus en plus nombreuses ont eu raison de ma motivation. C'est une très belle aventure de 20 ans qui s'achève. Je préfère la terminer sur une bonne note ».

## Palmarès
| Année | Vainqueur             | Deuxième           | Troisième          |
| ----- | --------------------- | ------------------ | ------------------ |
| 2004  | Aliaksandr Kuschynski | José Luis Rubiera  | Cédric Hervé       |
| 2005  | Jimmy Casper          | Danilo Napolitano  | Jean-Patrick Nazon |
| 2006  | Nicolas Vogondy       | Stefano Cavallari  | Shinichi Fukushima |
| 2007  | Christopher Sutton    | Aurélien Clerc     | Stefan van Dijk    |
| 2008  | Anthony Ravard        | Steve Chainel      | Romain Feillu      |
| 2009  | Jimmy Casper          | Romain Feillu      | Anthony Ravard     |
| 2010  | Anthony Ravard        | Romain Feillu      | Enrico Rossi       |
| 2011  | Anthony Ravard        | Yauheni Hutarovich | Jasper Bovenhuis   |
| 2012  | Rafael Andriato       | Yauheni Hutarovich | Yohann Gène        |
| 2013  | Bryan Coquard         | Mattia Gavazzi     | Francesco Chicchi  |
| 2014  | Iljo Keisse           | Romain Feillu      | Roy Jans           |
| 2015  | Annulée               | Annulée            | Annulée            |